# Hemicordulia continentalis
Hemicordulia continentalis – gatunek ważki z rodziny szklarkowatych (Corduliidae).